# Жарцы (Владимирская область)
Жарцы́ — деревня в составе Октябрьского сельского поселения в Вязниковском районе Владимирской области России. Этот населённый пункт состоит из одной улицы.

## География
Жарцы расположено около 3 километров от д. Серково по автодороге (юго-западнее) от Вязников, 11 километров от железнодорожной станции Сеньково на линии Ковров — Нижний Новгород.

## История
В конце XIX — первой четверти XX века деревня входила в состав Воскресенской волости Судогодского уезда, с 1926 года — в составе Вязниковского уезда. В 1859 году в деревне числилось 22 двора, в 1905 году — 28 дворов, в 1926 году — 37 дворов.
С 1929 года деревня являлась центром Беляихинского сельсовета Вязниковского района, с 1935 года — в составе Больше-Высоковского сельсовета Никологорского района, с 1963 года — в составе Вязниковского района, с 2005 года — в составе муниципального образования «Посёлок Никологоры».

## Население
| 1859 | 1905 | 1926 | 2002 | 2010 | 2021 |
| ---- | ---- | ---- | ---- | ---- | ---- |
| 175  | ↘158 | ↘148 | ↘22  | ↘19  | ↗22  |